# Channa nox
Channa nox és una espècie de peix de la família dels cànnids i de l'ordre dels perciformes.

## Descripció
- El cos fa 19,8 cm de llargària màxima i presenta la superfície dorsal fosca i amb 8-11 taques o bandes negres irregulars. Peduncle caudal amb un ocel negre amb la vora blanca. Algunes escasses taques blanques al cos i a les aletes dorsal i caudal. D'1 a 2 escates petites o mitjanes a la superfície inferior de cada costat de la mandíbula inferior. 9-13 escates a les galtes i 55-63 a la línia lateral.
- Cap petit i arrodonit.
- 47-51 radis a l'aleta dorsal i 31-33 a l'anal.
- 53-55 vèrtebres.
- Absència d'aleta pelviana.[4][8][9][10]

## Hàbitat i distribució geogràfica
És un peix d'aigua dolça, bentopelàgic i de clima subtropical, el qual viu a Àsia: la conca del riu Nanliujiang (Guangxi, la Xina).

## Observacions
És inofensiu per als humans i és present als mercats locals del districte administratiu d'Hepu (Guangxi), de Canton i de Hong Kong.